# Raștivți, Huseatîn
Raștivți (în ucraineană Раштівці) este o comună în raionul Huseatîn, regiunea Ternopil, Ucraina, formată numai din satul de reședință.

## Demografie
Componența lingvistică a comunei Raștivți
     Ucraineană (99,49%)
     Alte limbi (0,52%)
Conform recensământului din 2001, majoritatea populației comunei Raștivți era vorbitoare de ucraineană (99,49%), existând în minoritate și vorbitori de alte limbi.